# Phaenocarpa distributa
Phaenocarpa distributa är en stekelart som beskrevs av Fischer 1974. Phaenocarpa distributa ingår i släktet Phaenocarpa och familjen bracksteklar. Inga underarter finns listade i Catalogue of Life.